# Domul Altenberg

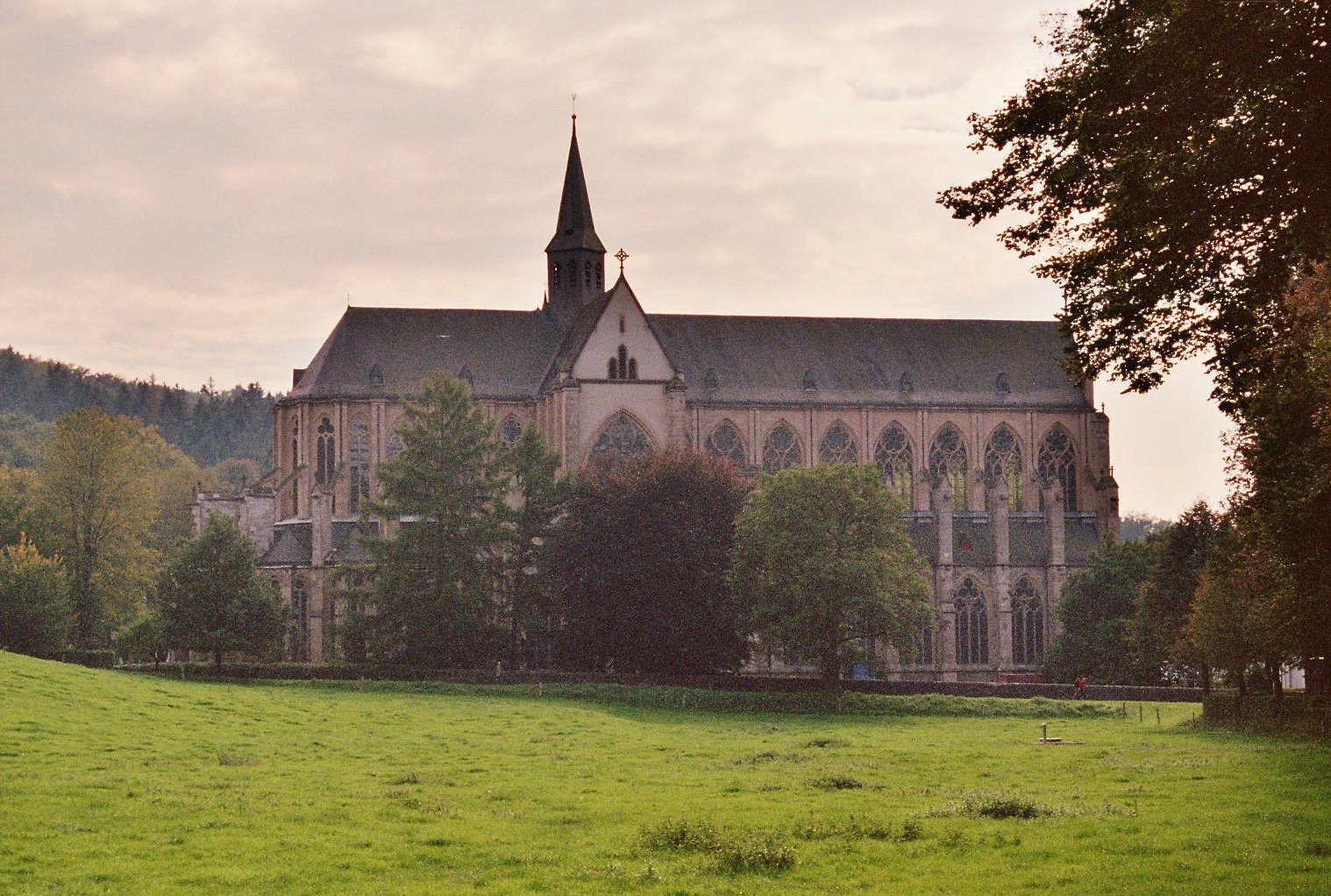
Domul Altenberg, situat lângă Odenthal

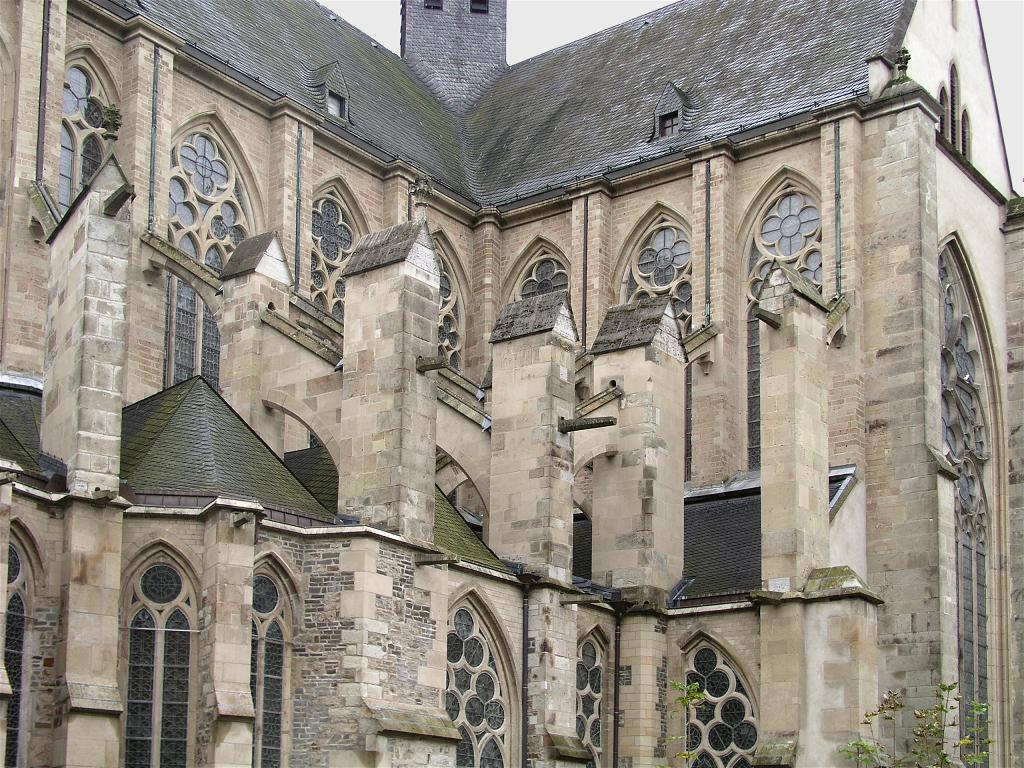
Fațada

Domul Altenberg este un monument istoric folosit ca biserică simultană de comunitatea romano-catolică și de cea evanghelică luterană din Altenberg, Renania de Nord-Westfalia, Germania. 
Clădirea a fost construită ca mănăstire a călugărilor cistercieni (1133).

## Galerie

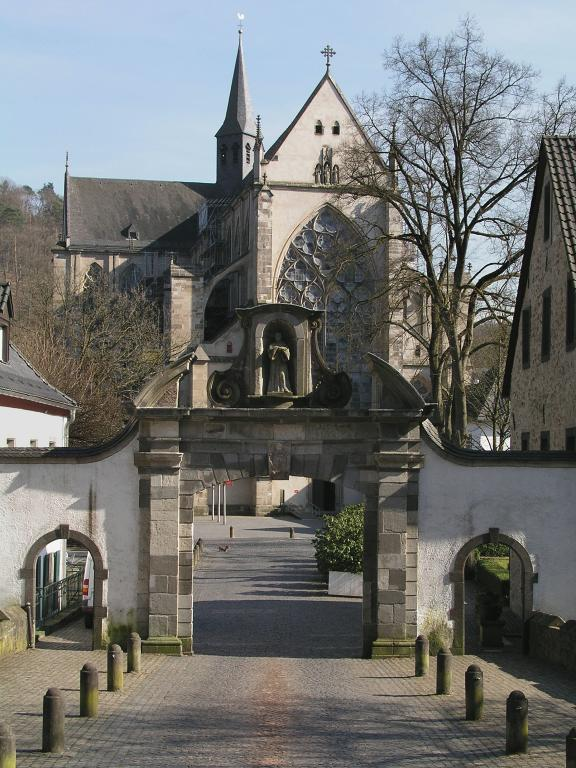
Poarta Maria (ca. 1715)
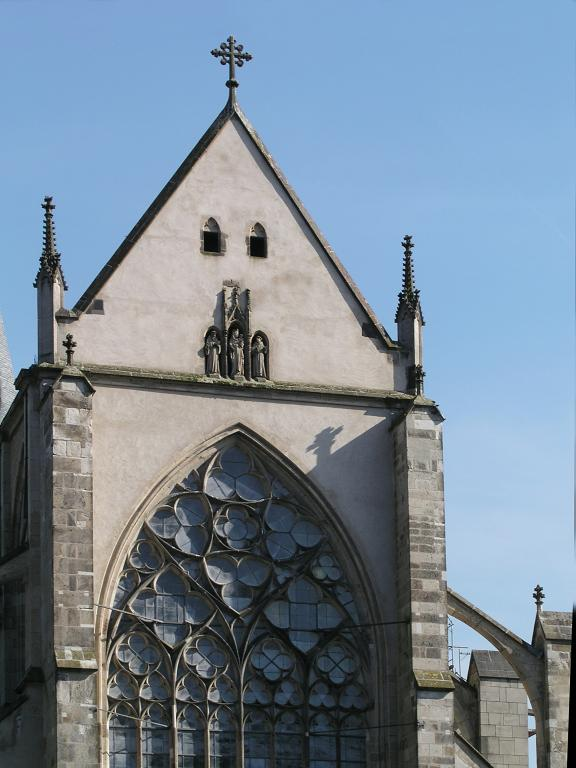
Fațada de vest
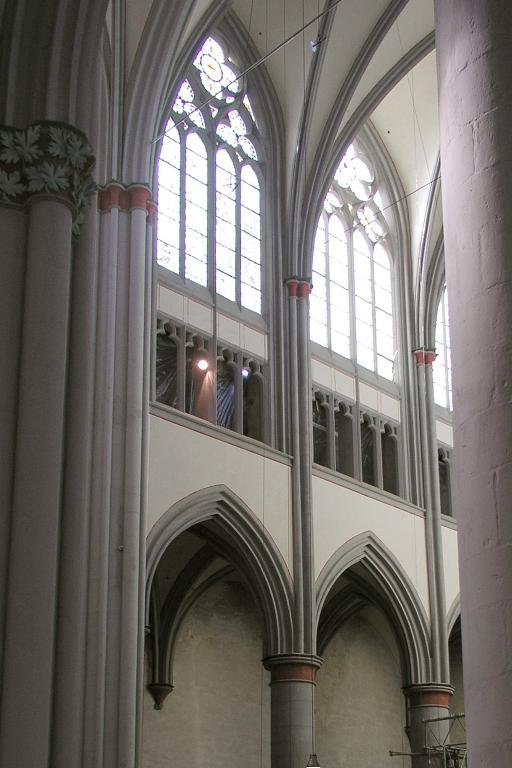
Interior Vedere spre grădină
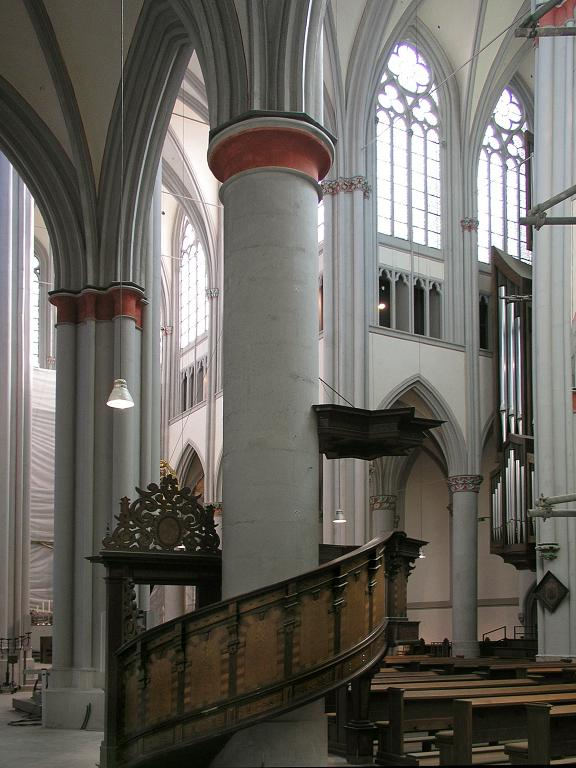
Interior
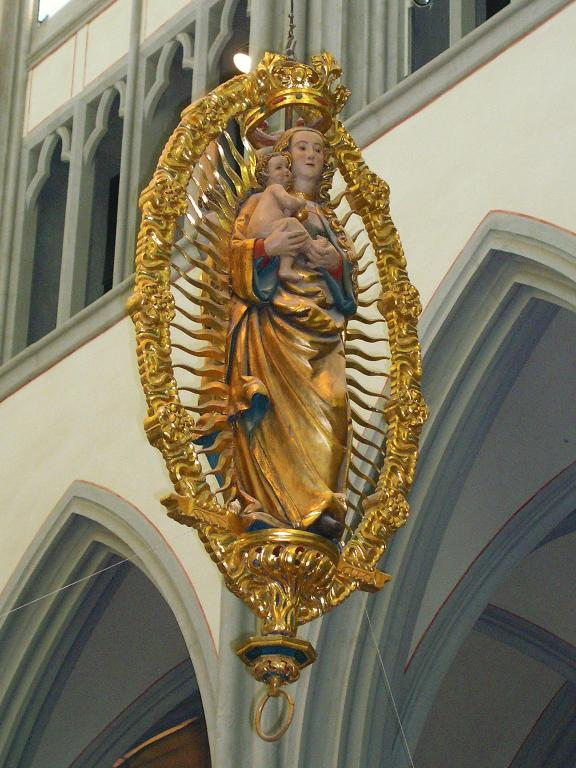
Mandorla cu Maica Domnului și Pruncul Isus (încep. sec. XVI)
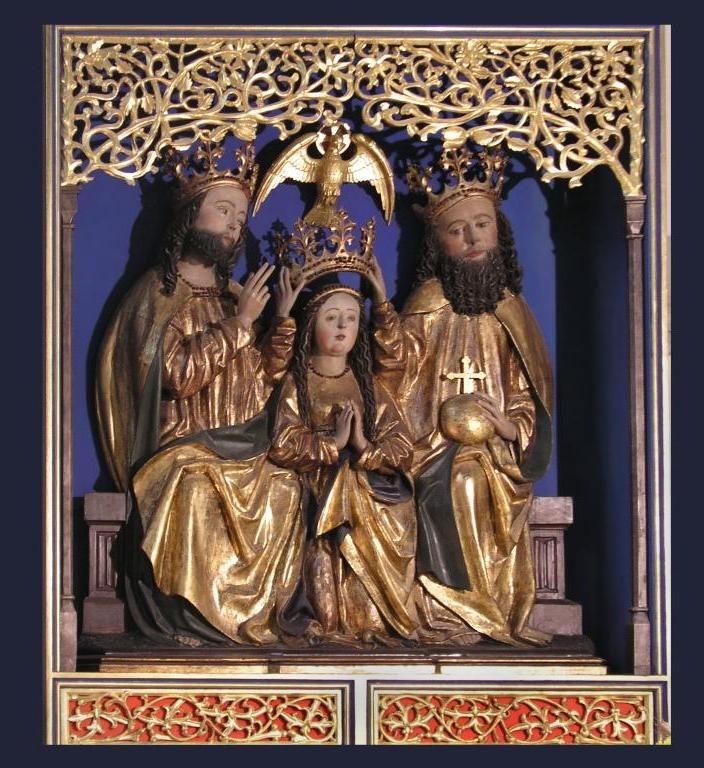
Încoronarea Maicii Domnului (ca. 1480)

Coordonate: 51° 3' 18" N, 7° 7' 58" O